# Prasinocyma jefferyi
Prasinocyma jefferyi là một loài bướm đêm trong họ Geometridae.